# Marzialista
Marzialista è una parola di recente creazione nella lingua italiana che esprime il concetto inglese di "martial artist", cioè un praticante di arti marziali in genere.
Si usa dire "marzialista" in quanto il termine "arte" nelle arti marziali non esprime un significato simile a quello di arti classiche quali pittura e similari, ma piuttosto una disciplina psicofisica, ed il termine "artista marziale" non trasmette il corretto significato del termine.
La parola "marzialista" si usa più spesso nei confronti di personalità dello spettacolo che fanno uso, appunto, delle arti marziali in film o televisione, senza che sia necessario spiegare quale arte marziale in particolare venga impiegata. Per esempio, è un "marzialista" l'attore Jean-Claude Van Damme, lo sono Steven Seagal e Jackie Chan. La parola si impiega anche nel caso in cui si voglia descrivere una persona che, tra le altre attività, ha una preparazione in diverse o varie arti marziali. Quando invece si parla di un praticante di arti marziali che si sia distinto in una singola attività sportiva o comunque pertinente il mondo delle arti marziali, non si usa la parola marzialista ma bensì il titolo (Maestro, ecc.) e lo stile praticato.